# 카를 폰 테르자기

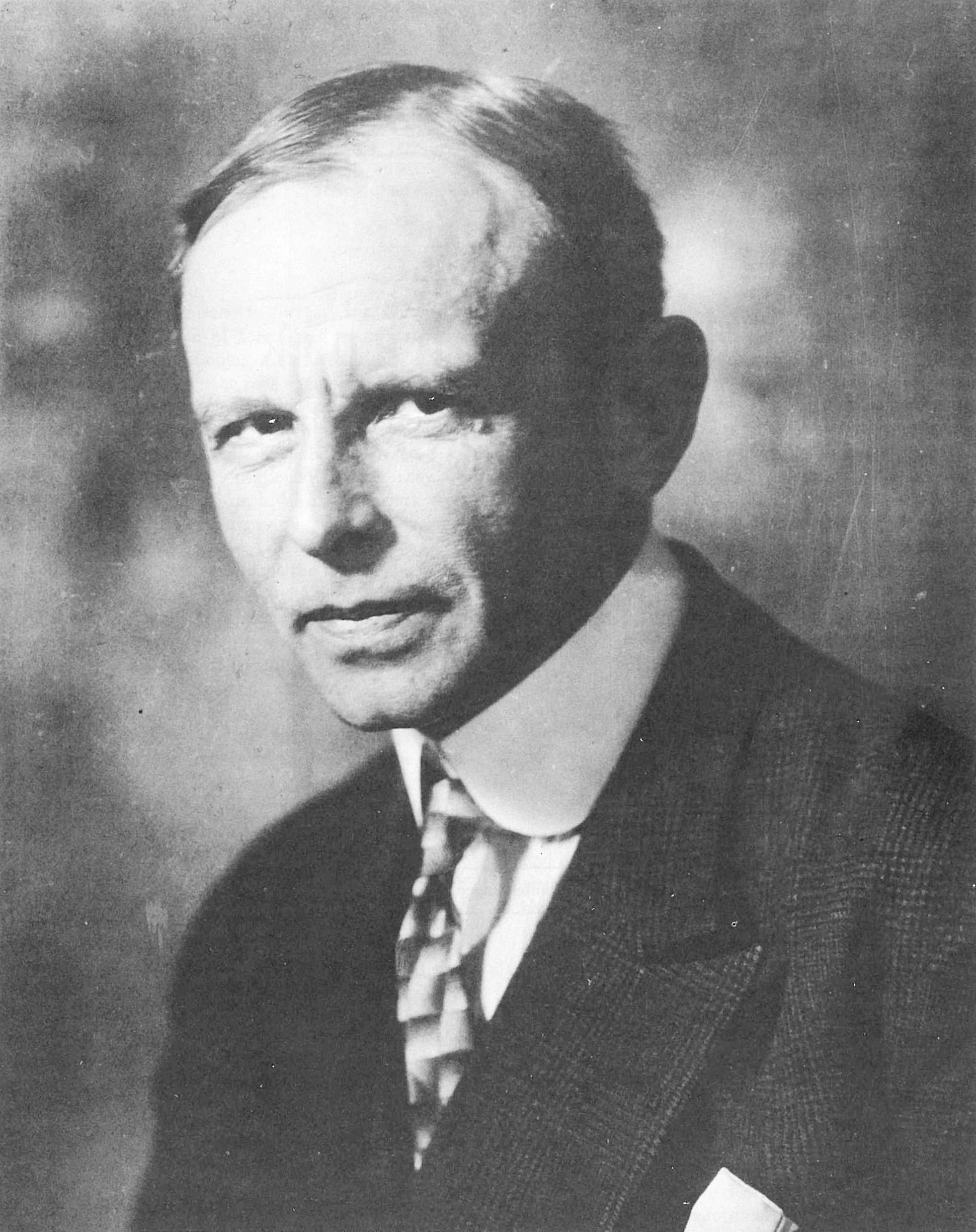
카를 폰 테르자기

카를 폰 테르자기(독일어: Karl von Terzaghi, 1883년 10월 2일 ~ 1963년 10월 25일)는 오스트리아의 공학자, 지질학자이다. 토질역학의 아버지로 알려져 있다.

## 생애

### 유년기와 청년기
카를 폰 테르자기는 오스트리아 제국의 속령 보헤미아 프라하에서, 육군 중령이던 안톤 폰 테르자기와 아말리아 사이의 장남으로 태어났다. 안톤이 전역하면서 테르자기가는 그라츠로 이주했다.
가족의 전통에 따라 10살이 되던 해에 카를은 군사학교에 입학하였으며, 학교생활동안 천문학과 지리학에 관심을 갖기 시작했다. 14살에는 다른 군사학교에 입학하였고 기하학과 수학에서 뛰어난 재능을 보이며 17살에는 우등으로 졸업하였다. 곧 그라츠 공과대학교에 기계공학 전공으로 입학하여 1900년 우등 졸업하였으나, 그는 지질학과 토목공학으로 전공을 바꾸게 된다. 이후 1년의 군 의무 복무 기간 동안 영어로 된 야전교범을 독일어로 번역하기도 했다. 대학으로 돌아간 카를은 도로공학, 철도공학과 같은 학문에 지질학을 접목하였다. 또 곧 그의 첫 논문(스티리아의 해안 단구에 관한 내용)을 발표하였다.

## 그의 유산
미국토목학회는 1960년에 토질역학, 지반 공학과 시공 등의 분야에서 뛰어난 업적을 보인 저자에게 수여하는 카를 테르자기상(Karl Terzaghi Award)을 제정하였다. 노르웨이 오슬로에 위치한 테르자기와 펙 박물관(The Terzashi and Peck Library)은 그의 많은 논문, 저서를 보유하고 있으며, 캐나다 브리티시 컬럼비아에 위치한 미션 댐(The Mission Dam)은 카를 테르자기의 업적을 기리기 위해 1965년에 테르자기 댐으로 이름을 바꿨다.

## 같이 보기
- 토질역학
- 유효응력
- 기초

## 참고 문헌
- R. E. Goodman, Karl Terzaghi, American Society of Civil Engineers (1999).